# Гаврилов, Валерий Васильевич
Валерий Васильевич Гаврилов  (род. 18 июля 1953, Кузнецово, Московская область) — президент Ассоциации малых и средних городов России (с 2011 года), глава администрации Дмитровского района Московской области (1991—2017 год).

## Биография
Родился 18 июля 1953 года в деревне Кузнецово Московской области.
Свою трудовую деятельность начал в 1971 году на Дмитровском домостроительном комбинате маляром-штукатуром. После службы в армии работал в СМУ-2 мастером, начальником участка. Участвовал в строительстве жилых домов, детских садов, школ, промышленных предприятий, переустройстве сел и деревень. Получил высшее образование. Профессия — инженер-строитель.
В 1982 году по партийной линии был назначен заведующим сектором промышленно-транспортного отдела Дмитровского Городского комитета КПСС.
В конце восьмидесятых годов избирался сначала заместителем, затем председателем городского Совета народных депутатов. Окончил юридический факультет Академии государственной службы при Президенте Российской Федерации.
В 1991 года назначен главой администрации Дмитровского района. 14 января 1996 года был избран главой района, получив поддержку 88,15 % избирателей. 17 декабря 1999 года повторно избран главой района, получив 71,25 % голосов. В декабре 2003 года в очередной раз был избран главой Дмитровского района Московской области, получив 84,92 % голосов (при явке 56,65 %).
В 1995 году Гаврилов стал дипломантом конкурса «Российский мэр — 95». В том же году В. В. Гаврилов получил престижную международную награду «Факел Бирмингема», Благодарственные письма от Президентов России и США.
С 2011 года — Президент Ассоциации малых и средних городов России.
В мае 2017 года подал в отставку с должности главы Дмитровского района.

## Достижения на посту главы Дмитровского района
В 2005 году Дмитров победил во Всероссийском конкурсе «Самый благоустроенный город России» среди малых городов.
В 2006 году Дмитров признан лучшим по социально-экономическим показателям развития в категории «Средний город» в Центральном федеральном округе.
С 2007 по 2014 года принимал активное участие в восстановлении Николо-Пешношского монастыря. Возглавил штаб по восстановлению обители. Добился передачи монастыря на баланс Дмитровского района — ранее монастырь принадлежал Департаменту социальной защиты населения города Москвы и в нём располагался московский Психоневрологический интернат № 3.
В. В. Гаврилов на посту главы Дмитровского муниципального района неоднократно получал награды Правительства Российской Федерации за успешную деятельность на своём посту.

## Награды
- Орден «За заслуги перед Отечеством» IV степени, 9 сентября 2003 года[2]
- Орден «За заслуги перед Отечеством» III степени, 21 февраля 2008 года[3]
- Медаль ордена Ивана Калиты (Московская область, 8 мая 2008 года)[4]
- Орден Ивана Калиты (Московская область, 14 июля 2008 года)[5]